# مشنق
مشنق یک روستای نسبتا کوچک در استان آذربایجان شرقی واقع شده است. این روستا در بخش شهرستان شبستر و در فاصله ی 15 کیلومتری از شهر شبستر و ما بین دو شهر کوزه کنان و شرفخانه قرار گرفته است